# Caramel shortbread

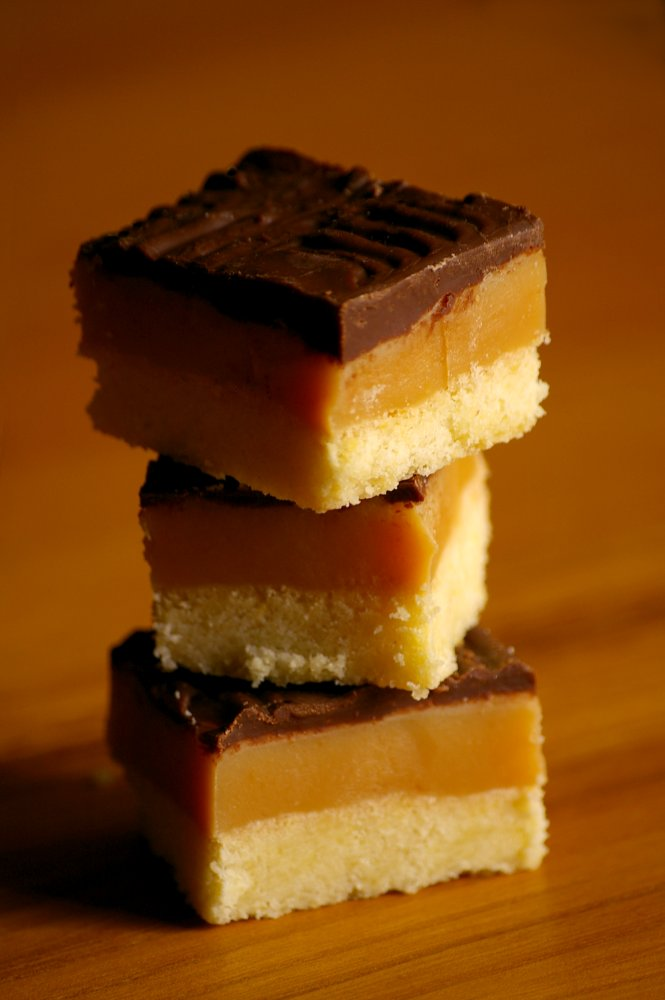
Millionaires shortbread.

El caramel shortbread, también llamado caramel shortcake, caramel slice, millionaires shortbread, millionaires slice, Wellington slice o Wellington squares, es un dulce de origen presuntamente escocés por el uso de shortbread también es un dulce típico de Australia . Consiste tradicionalmente en tres capas: una base de galleta shortbread, un relleno de caramelo y una cobertura de chocolate con leche o blanco. Hay también variantes que incluyen mantequilla de cacahuete y pasas.
- Datos: Q617216
- Multimedia: Millionaire's Shortbread / Q617216